# Tresso
La tresso (in lingua occitana la treccia) è una danza ballata nelle valli occitane, originaria della val Varaita ma conosciuta anche nel repertorio del  bal folk. È una danza molto vivace, soprattutto quando i musicisti accelerano nella parte di tresso, se lo spazio è gremito e molti sono i set di ballerini si genera un'allegra confusione con le coppie che si mischiano cercando di rubare le coppie degli altri gruppi.

## Struttura
La danza è composta di due parti. Viene danzata da tre coppie disposte in fila, una dietro l'altra, gli uomini portano le dame alla loro destra.

### Prima parte
La coppia di testa, unita con presa da valzer, parte per un galop verso il centro della sala (8 passi), ritorna al posto (8 passi), esegue un balà, un virà e alla fine di questo tenendosi per mano fa un ponte passando sopra le teste delle altre due coppie e portandosi in fondo alla fila. Tocca alla seconda coppia, che ora si ritrova davanti, fare: galoppata, ritorno, balà, virà e portarsi in fondo. Quando anche la terza coppia esegue la sua parte e si è ristabilito l'ordine iniziale delle coppie inizia la danza.

### Seconda parte
Questo è il vero e proprio tresso, le coppie compiono una galoppata che segue una forma di otto intrecciandosi, cioè incrociando le altre coppie una volta a destra l'altra a sinistra.
Alla fine della parte musicale di tresso la coppia che si ritrova in mezzo alla pista, nel punto più lontano da quello di partenza della danza, lì dove è fa un balà, un virà e alla fine si riporta in fondo al gruppo che si è ricomposto nella posizione di partenza ed è pronto per ripetere un'altra volta le due parti.

### Conclusione
La danza è chiusa da un balet delle tre coppie,  la coppia centrale ha l'accortezza di invertire il posto in modo che il piccolo cerchio che si viene a formare veda l'alternanza uomo-donna.

## Discografia
- 1989 AA.VV. Muzique Ousitane 2—Soulestrelh
- 1998 Silvio Peron e Gabriele Ferrero Ballo delle valli occitane d'Italia—Robi Droli